# Saint-Romain-la-Virvée
Saint-Romain-la-Virvée (okzitanisch: Sent Roman) ist eine französische Gemeinde mit 948 Einwohnern (Stand: 1. Januar 2022) im Département Gironde in der Region Nouvelle-Aquitaine. Sie gehört zum Arrondissement Libourne und zum Kanton Le Libournais-Fronsadais.

## Lage
Saint-Romain-la-Virvée liegt etwa 20 Kilometer nordöstlich von Bordeaux und etwa 13 Kilometer westnordwestlich von Libourne an der Dordogne, die die Gemeinde im Südosten und Südwesten begrenzt. Im äußersten Nordwesten des Gemeindegebietes mündet das namengebende Flüsschen Virvée in die Dordogne. Umgeben wird Saint-Romain-la-Virvée von den Nachbargemeinden Saint-André-de-Cubzac im Nordwesten und Norden, La Lande-de-Fronsac im Norden, Cadillac-en-Fronsadais im Osten, Lugon-et-l’Île-du-Carnay im Südosten, Saint-Loubès und Asques im Süden sowie Cubzac-les-Ponts im Westen.

## Bevölkerungsentwicklung
| Jahr                       | 1962 | 1968 | 1975 | 1982 | 1990 | 1999 | 2011 | 2020 |
| Einwohner                  | 456  | 441  | 446  | 715  | 783  | 755  | 789  | 897  |
| Quellen: Cassini und INSEE |      |      |      |      |      |      |      |      |

## Sehenswürdigkeiten
- Kirche Saint-Romain aus dem 12. Jahrhundert, Monument historique seit 2005, mit Beichtstuhl aus dem 18. Jahrhundert (Monument historique)
- Friedhof, seit der zweiten Hälfte des 17. Jahrhunderts nachgewiesen, Monument historique seit 1974

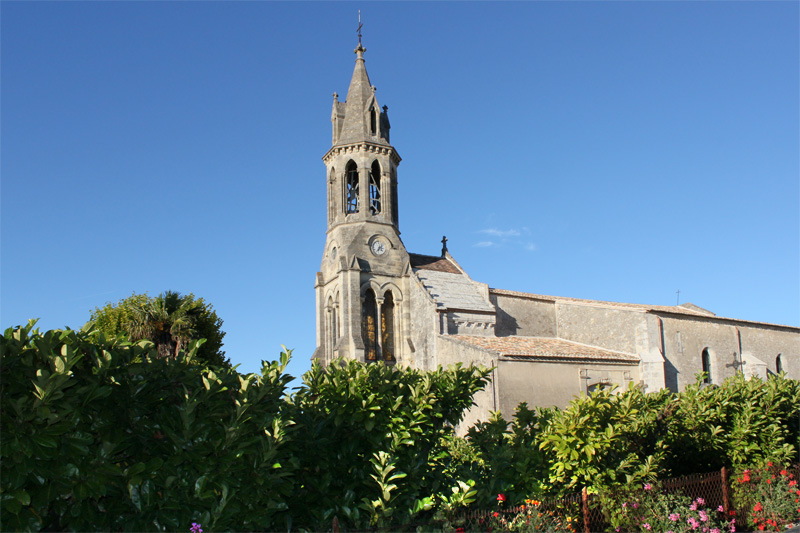
Kirche Saint-Romain
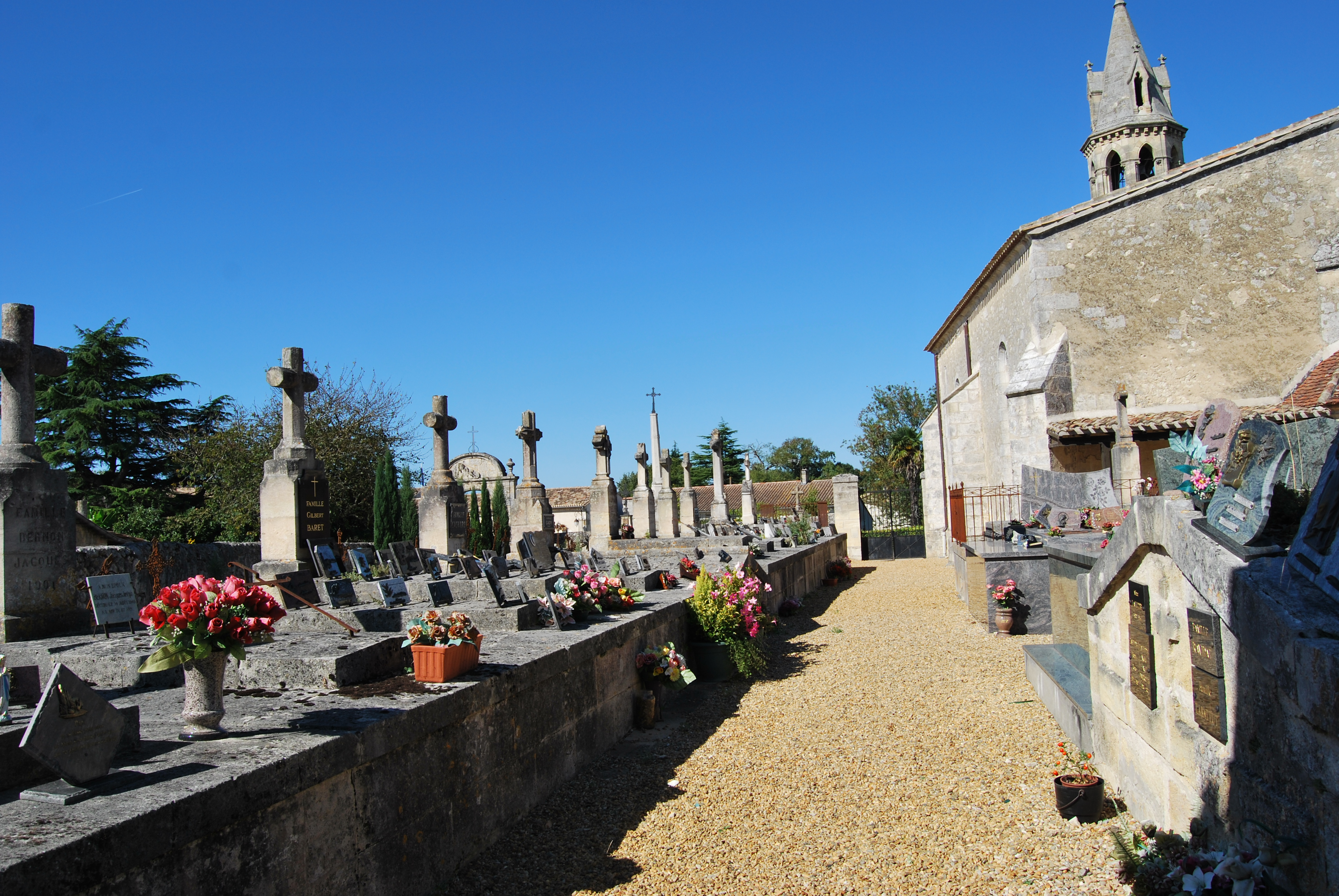
Friedhof